# My Lovely Girl
My Lovely Girl är en sydkoreansk TV-serie som sändes på SBS, med Rain, Krystal Jung, Cha Ye-ryun och L i de ledande rollerna.

## Rollista (i ruval)
- Rain som Lee Hyun-wook
- Krystal Jung som Yoon Se-na
- Cha Ye-ryun som Shin Hae-yoon
- L som Shi Woo
- Park Yeong-gyu som Lee Jong-ho
- Kim Hye-eun som Oh Hee-seon
- Dani som Lee Min-ah
- Lee Cho-hee som Joo-hong
- Park Doo-sik som Cha Gong-chul
- Lee Shi-ah som Yoon So-eun (kame)
- Yi Su-min som Yoon So-eun (muda, kame)
- Alex Chu som Bae Sung-jin
- Kim Jin-woo som Seo Jae-young
- Kim Ki-bang som Yoo Sang-bong
- Lee Soo-ji som An Da-jung
- Jo Hee-bong som Kang Tae-min
- Na Hae-ryung som Yoo Ra-eum
- Lee Ho-won som  Kang Rae-hoon
- Lee Dae-yeol som San-ah
- Choi Sung-yoon som Jun-jun